# Nobody's Darling
Nobody's Darling is een Amerikaanse muziekfilm uit 1943 onder regie van Anthony Mann.

## Verhaal
Janie Farnsworth gaat naar een kostschool voor kinderen van acteurs uit Hollywood. Ze is verliefd op Charles Grant, de schrijver van het aanstaande schooltoneelstuk. Hij vindt dat Janie niet mooi genoeg is en niet genoeg talent heeft om mee te spelen in zijn stuk. Bovendien schenken de ouders van Janie meer aandacht aan hun acteercarrière dan aan hun dochter.

## Rolverdeling
| Acteur           | Personage           |
| ---------------- | ------------------- |
| Mary Lee         | Janie Farnsworth    |
| Louis Calhern    | Curtis Farnsworth   |
| Gladys George    | Eve Hawthorne       |
| Jackie Moran     | Charles Grant jr.   |
| Lee Patrick      | Juffrouw Pennington |
| Benny Bartlett   | Julius              |
| Marcia Mae Jones | Lois                |
| Roberta Smith    | Texas Gleason       |
| Lloyd Corrigan   | Charles Grant sr.   |
| Jonathan Hale    | Jason Rhodes        |
| Sylvia Field     | Juffrouw Campbell   |
| Billy Dawson     | Jerry Hoke          |
| Beverly Boyd     | Corabelle Fiefield  |